# Cabaña Discovery
La cabaña Discovery fue montada por Robert Falcon Scott durante la expedición Discovery de 1901–1904 en 1902 y se encuentra ubicada en la península de Hut Point, en la isla de Ross, en el estrecho de McMurdo, Antártida. Es probable que los visitantes de la Antártida que pasan por la base estadounidense McMurdo o la base neozelandesa Scott encuentren la Cabaña Discovery, ya que las tres instalaciones se encuentran en Hut Point. La cabaña Discovery se encuentra a solo 300 m de la base McMurdo. La cabaña ha sido designada Sitio o Monumento Histórico (HSM 18), luego de que Nueva Zelanda elevara una propuesta en la Reunión Consultiva del Tratado Antártico.
A veces se genera confusión, ya que la Cabaña Discovery puede ser mencionada como la cabaña de Scott, en cuanto a que fue dicha expedición la que la construyó, y fue su base en la costa durante la expedición 1901–1904. Sin embargo el mote 'cabaña de Scott' en realidad corresponde a la edificación construida en 1911 en cabo Evans.

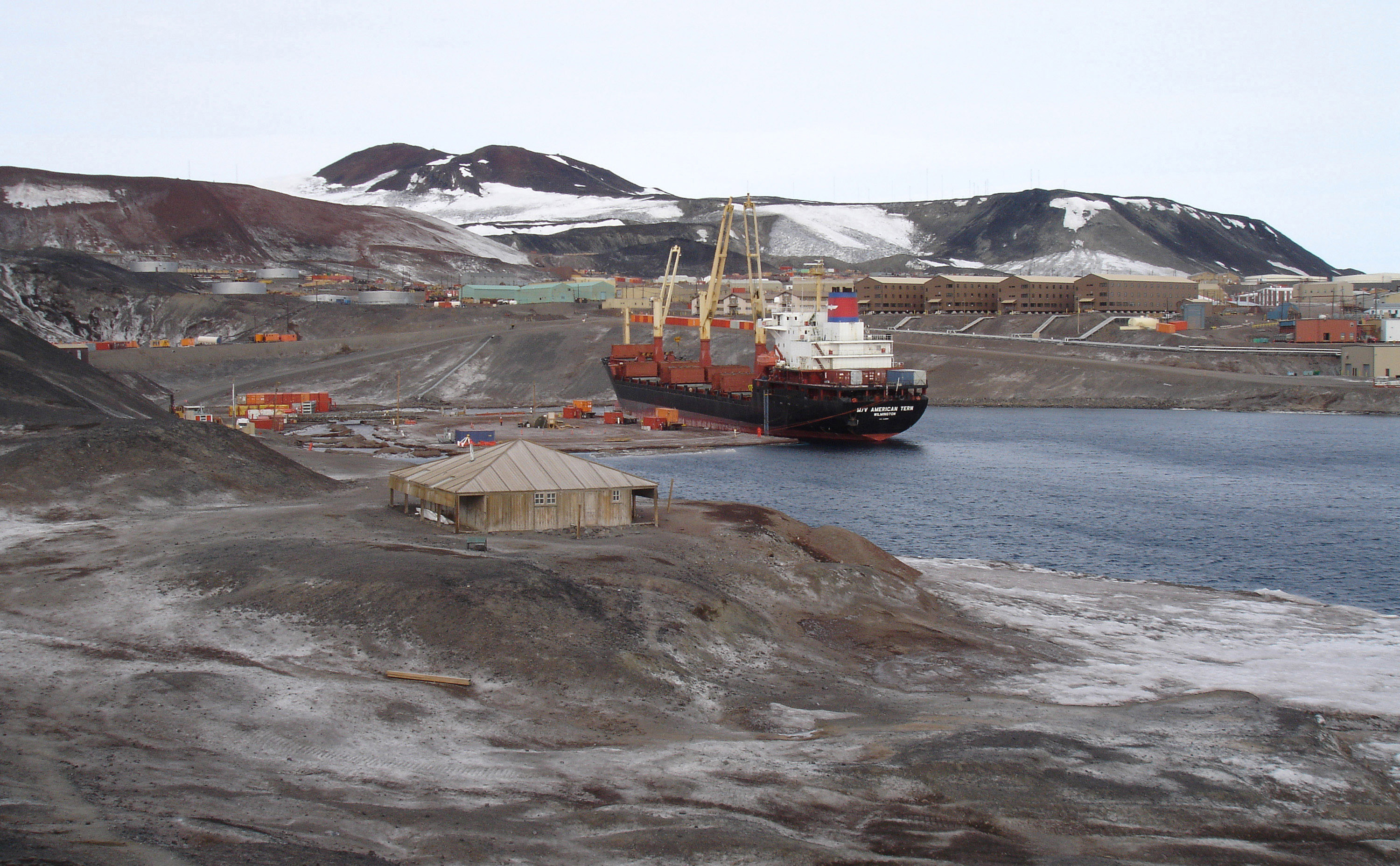
Cabaña Discovery, 2007 en la isla de Ross, Antártida. Fotografía tomada desde Hut Point con la base McMurdo atrás.

## Historia

### Expedición Británica Nacional a la Antártida 1901-1904

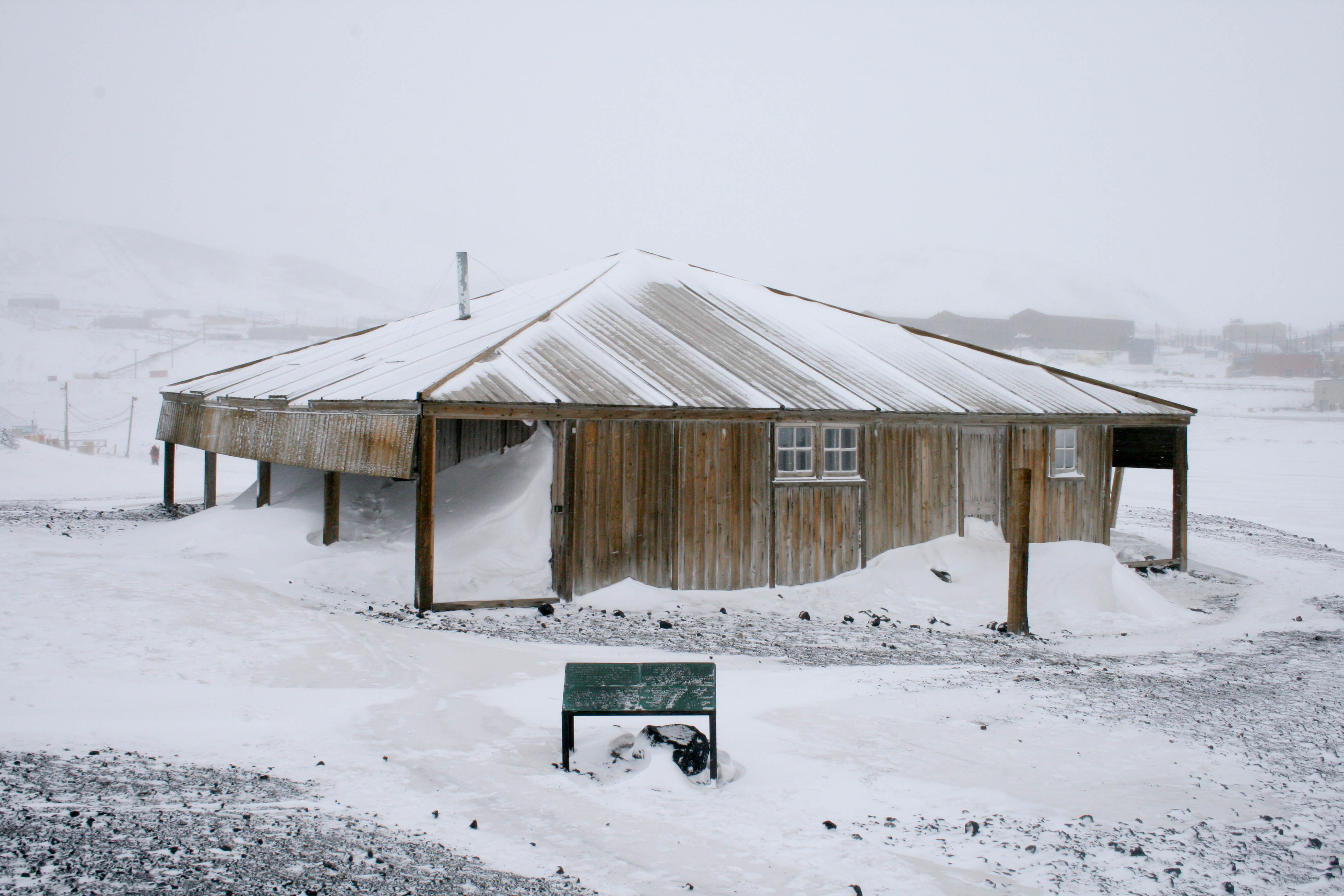
Cabaña Discovery en 2008. Fue montada en 1902 por la Expedición Discovery 1903-1907 de Robert Falcon Scott.

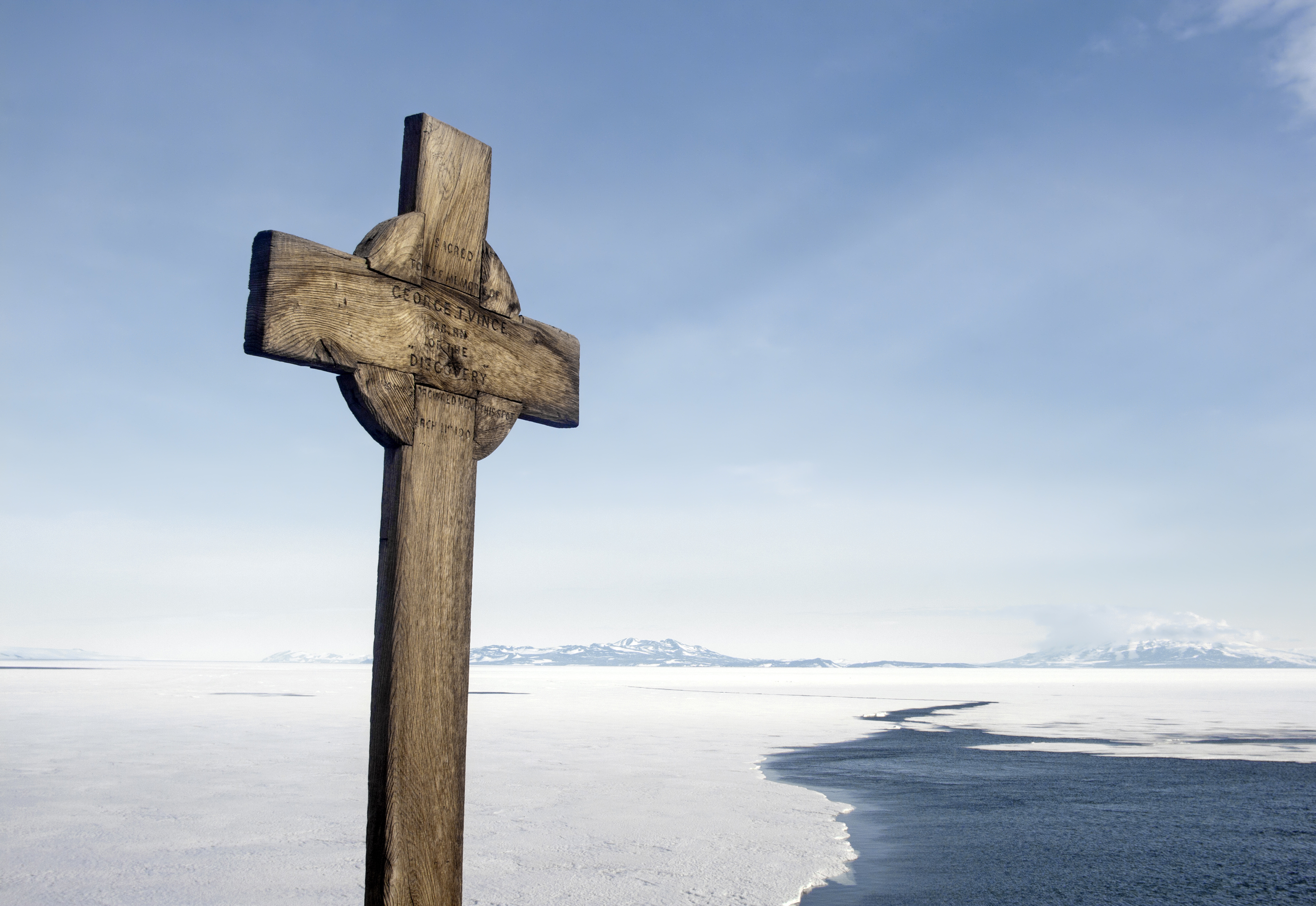
Cruz de George Vince

La cabaña Discovery fue diseñada por el profesor Gregory (designado líder por el grupo científico, renunció poco antes de que la Discovery partiera al Sur) y prefabricada por James Moore de Sídney (costo: £870) antes de ser transportada en barco al sur. Es una estructura cuadrada con verandas en tres de sus laterales. El techo piramidal se encuentra sostenido por un poste central. El aislamiento térmico era fieltro ubicado entre las placas de madera interior y exterior que conforman las paredes. Luego se vio que el aislamiento era insuficiente, y que era difícil mantener la cabaña con una temperatura confortable. 

La cabaña Discovery era un edificio grande y resistente, pero era tan frío y con filtraciones de aire comparado con el barco, que se encontraba anclado a un km de distancia, que durante el primer año nunca fue utilizada como alojamiento. Su único uso era como depósito; además en ella se dejaron una serie de suministros tales como harina, cacao, café, galletas y carne enlatada, para el caso de que fuera preciso utilizar la cabaña como residencia alternativa si hubiera un desastre en el barco. Durante el segundo año algunos grupos acamparon ocasionalmente en la cabaña, pero nunca se construyeron cuchetas u otro mobiliario en los dormitorios.
Se colocó una cruz en la colina detrás de la Cabaña Discovery en memoria de George Vince, que falleciera en 1904 en un accidente durante una expedición por las inmediaciones. La cruz también ha sido designada Sitio o Monumento Histórico (HSM 19), luego de que Nueva Zelanda y el Reino Unido elevaran una propuesta en la Reunión Consultiva del Tratado Antártico.
Cuando el Discovery partió del estrecho de McMurdo, se quitó todo el equipamiento existente en la cabaña, incluida la estufa, pero se dejó un gran depósito con provisiones, tal como se mencionó previamente.

### Expedición Antártica Británica 1907–09
Cuando Shackleton regresó al estrecho de McMurdo en febrero de 1908 encontró que la puerta de la cabaña se había abierto por acción de las ventiscas del sur, y estaba trabada por la nieve que se encontraba fuera y dentro de la cabaña. Por lo tanto entraron a través de una de las ventanas. Utilizaron la cabaña durante la primavera, de septiembre a octubre de 1908, como depósito para la gran cantidad de equipo, alimento y combustible que debían transportar en su intento de llegar al polo. Construyeron una sala de estar con los embalajes de las provisiones, y limpiaron el interior de la cabaña. El grupo expedicionario al polo decidió dormir allí antes de emprender el camino, pero el grupo de apoyo decidió dormir afuera en carpas, ya que en su opinión era más cálido. Continuaron utilizando la ventana para entrar y salir, para evitar tener que extraer la nieve que permanentemente bloqueaba la puerta principal cada vez que había ventiscas desde el sur. Los varios grupos que aprovisionaron los depósitos en la ruta al sur utilizaron la cabaña para reaprovisionarse, con elementos y alimentos que habían sido transportados en trineo desde la cabaña en el cabo Royds de Shackleton hasta Hut Point. 
Luego de estar a solo 190 km del polo, a duras penas el grupo logró regresar con vida. La noche del 3 de marzo de 1909, el grupo expedicionario del polo regresó a la cabaña luego de una marcha de 128 días. Un hombre requería de atención médica urgente y por lo tanto Shackleton intentó prender fuego al tinglado Magnético para atraer la atención del barco, pero no tuvo éxito. Finalmente logró encender una antorcha de carburo, y el barco fue a buscarlos en medio de una ventisca, y todos estuvieron a bordo a la 1 a. m. del 4 de marzo de 1909. Antes de abandonar la cabaña bloquearon lo mejor que pudieron la ventana que usaban para entrar con trozos de madera.

### Expedición Antártica Británica 1910-1913

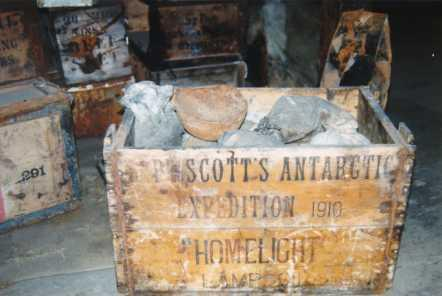
Provisiones de la Expedición Terra Nova, en la Cabaña Discovery.

Cuando los miembros de la expedición Terra Nova viajaron hacia el sur desde la cabaña de Scott en el cabo Evans en 1911 encontraron que la Cabaña Discovery estaba llena de nieve y hielo, y que había suministros dejados en 1903. Se procedió a limpiar la Cabaña Discovery y utilizarla durante 1911 y 1912 como un punto de enlace para los expedicionarios de Terra Nova que se dirigían al polo desde la cabaña de Scott en el cabo Evans. 
8 de marzo de 1911. La temperatura en la cabaña es baja; sin embargo en todos los otros aspectos es confortable. Existe una cantidad ilimitada de galletas, y el descubrimiento en Pram Point hace que contemos con un suministro ilimitado de carne de foca. Tenemos grandes cantidades de cacao, café y té, y cantidades suficientes de azúcar y sal. Además de contar con una pequeña reserva de exquisiteces, chocolate, pasas de uva, lentejas, avena, sardinas y mermeladas, que permitirán variar las raciones. Con una lata de keroseno en desuso y algunos ladrillos refractarios se ha fabricado una pequeña estufa, que se ha conectado a la chimenea antigua. Los alimentos los preparamos en guisos o fritos en la estufa mientras que preparamos el té y el cacao en el calentador primus. De una manera u otra nos las ingeniaremos para estar cómodos aquí, y ya consideramos este sitio nuestro hogar temporal.
9 de marzo de 1911. Ayer y hoy hemos estado muy ocupados con la cabaña, resolviendo con premura ciertos inconvenientes. La estufa amenazó con agotar nuestras reservas de leña. La hemos rediseñado para regular el tiro de forma que solo se requiere un poco de leña para encenderla y luego continúa calentando quemando sebo. Hoy haremos algunas otras mejoras para regular el tiro y aumentar la zona disponible para cocinar. Hemos mejorado nuestros alojamientos con las antiguas tiendas de invierno del Discovery, e incrementando de manera notable la retención del calor generado en el interior.

## Sitio y Monumento Histórico
La cabaña fue designada en 1972 Sitio y Monumento Histórico SMH 18: Cabaña de Scott - Discovery a propuesta y gestión de Nueva Zelanda y el Reino Unido. Fue parcialmente restaurada por la New Zealand Antarctic Society, con ayuda del Gobierno de Estados Unidos en enero de 1964.
En 1998 el sitio fue designado ZEP 28. En 2002 pasó a denominarse Zona Antártica Especialmente Protegida ZAEP 158: Punta Hut, Isla Ross.